# Serdar Argic
Serdar Argic est le pseudonyme d'une personne qui fut à l'origine des premiers grands incidents de spam sur Usenet, en inondant les forums Usenet de réponses aux messages qui parlaient de la Turquie.
Les avocats Canter & Siegel (en) sont habituellement tenus pour responsables des premiers envois de spams en 1994, mais quelques mois avant le flood « Green Card », l'envoi du spam Serdar Argic eut lieu.
Malgré de forts soupçons, l'identité réelle derrière Serdar Argic ne fut jamais révélée. Serdar Argic a tenu des propos négationnistes à propos du génocide arménien. Certains l'ont soupçonné d'être à la solde du gouvernement turc, encore que cette hypothèse semble aujourd'hui officiellement écartée.
Pendant une période de deux mois, au début de 1994, ce « Serdar Argic » postait des messages dans tout groupe de discussion contenant une conversation impliquant la Turquie. Ces messages faisaient suite à d'autres réponses similaires publiées pendant les deux années précédentes sous divers noms, mais probablement par la même personne. Toute présence du mot « Turkey » (« Turquie » en anglais, mais aussi dinde) provoquait l'apparition de Serdar Argic, qui postait une réponse dans laquelle il argumentait qu'il n'y avait jamais eu de génocide arménien, ou encore que les Arméniens étaient responsable d'un génocide visant les Turcs.
La quantité de messages postés par Serdar Argic atteignit plusieurs dizaines de milliers, ce qui conduisit à penser qu'ils étaient postés par un programme informatique, qui fut surnommé le zumabot, du nom du site Internet d'où provenaient apparemment les messages. Ce bot balayait vraisemblablement tout Usenet à la recherche du mot « Turkey ». S'il trouvait un message contenant ce mot, il postait en réponse un de ses messages, même si le message d'origine parlait en fait de dinde.
Les utilisateurs d'Usenet ont envoyé un flot de plaintes à UUNet, le FAI hébergeant le compte de Serdar Argic. UUnet ne répondit jamais aux plaintes. Néanmoins, le compte Serdar Argic disparut à la mi-1994 après qu'un newsgroup fut créé, servant de filtre et générant des suppressions de messages sur les interventions venant de Turquie. Le nom de Ahmed Cosar émergea de l'enquête. C'était un étudiant turc qui avait enregistré le domaine anatolia.org, origine des messages Usenet.
Les messages de Serdar Argic ont été globalement jugés comme une tentative assez grossière de faire du négationnisme. Une étude intitulée « Le négationnisme sur Internet » et publiée dans la Revue d'histoire de la Shoah (no 170, sept-déc. 2000), rapporte que « Serdar Argic » fut considéré comme « la sixième 'personne' la plus malveillante d'Usenet ». L'information la plus complète en français sur Serdar Argic se trouve dans l'article « La négation du génocide arménien sur Internet », Revue d'histoire de la Shoah, no. 177-178 janvier-août 2003.